# Keensburg
Keensburg é uma vila localizada no estado americano de Illinois, no Condado de Wabash.

## Demografia
Segundo o censo americano de 2000, a sua população era de 252 habitantes.
Em 2006, foi estimada uma população de 247, um decréscimo de 5 (-2.0%).

## Geografia
De acordo com o United States Census Bureau tem uma área de
0,7 km², dos quais 0,7 km² cobertos por terra e 0,0 km² cobertos por água.

## Localidades na vizinhança
O diagrama seguinte representa as localidades num raio de 16 km ao redor de Keensburg.